# Sergio Urribarri
Sergio Daniel Urribarri (Arroyo Barú, Entre Ríos, 7 de octubre de 1958) es un político argentino, perteneciente al Partido Justicialista. Fue intendente de General Campos (1987-1991) y diputado provincial (1992-1995). En 2008 fue nombrado vicepresidente del Consejo Nacional del Partido Justicialista.  Fue ministro de Gobierno, Justicia, Educación y Obras y Servicios Públicos (2003-2006) y gobernador de la provincia de Entre Ríos (2007-2015). En marzo de 2014 se presentó como precandidato a presidente de la Nación Argentina por el Frente para la Victoria. En enero de 2020 fue designado por el presidente Alberto Fernández como embajador argentino en Israel.En 2022, fue condenado a 8 años por peculado y negociaciones incompatibles con la función pública 

## Biografía

### Primeros años
Urribarri nació en Arroyo Barú el 7 de octubre de 1958, hijo de Miriam Teresita Luchessi, directora de una escuela rural, y de Jorge Enrique Urribarri, jefe de una pequeña estación ferroviaria. Vivió en un ámbito rural hasta los 18 años. Luego la familia se mudó a la localidad de General Campos, ubicada a 60 kilómetros de Concordia.
El 17 de octubre de 1980 se casó con Analía Aguilera. Del matrimonio nacieron cinco hijos: Damián, Mauro, Bruno, Franco y Mateo. Uno de ellos, Mauro, fue ministro de gobierno de Gustavo Bordet, en tanto Bruno es un futbolista profesional que ha desarrollado su carrera en Boca Juniors, Colón y River Plate en la Primera División de Argentina. Su interés por el fútbol lo llevó a involucrarse de lleno en el Club Juventud Unida de General Campos, entonces en la Liga Concordiense de Fútbol, primero como jugador y después como dirigente. Estudió para Contador Público Nacional en la Facultad de Ciencias Económicas de la Universidad Nacional de Entre Ríos. Aunque le faltaban 7 materias para recibirse, abandonó la carrera para dedicarse a obligaciones políticas.

### Intendente
Fue elegido intendente de General Campos, cargo que desempeñó entre 1987 y 1991. De aquel pueblo, su predecesor lo había designado previamente a cargo de la comisión de cultura, entre 1985 y 1986.

### Legislatura provincial y ministro
Fue diputado provincial entre 1992 y 1995, como presidente de la Comisión de Hacienda. Durante este período presentó 46 proyectos, de los cuales 3 fueron convertidos en ley. Nuevamente entre 1995 y 1999, siendo nombrado presidente de la Cámara de Diputados. Durante este periodo presentó 67 proyectos legislativos, de los cuales 5 fueron convertidos en ley. Fue elegido para un tercer período, entre 1999 y 2003, dirigiendo esta vez el bloque justicialista. Durante este período presentó 61 proyectos legislativos, de los cuales 5 fueron convertidos en ley.
Al dejar su banca, fue designado ministro de Gobierno, Justicia, Educación y Obras y Servicios Públicos de la provincia de Entre Ríos, cargo que ocupó entre 2003 y 2006, paralelamente fue presidente de la Comisión Administradora del Fondo Especial de Salto Grande entre 2003 y 2007. Además, en 2005 integró el Consejo Nacional de Seguridad Interior.
Fue presidente del Partido Justicialista del distrito Entre Ríos entre 2003 y 2007.

### Gobernador de Entre Ríos

#### Primer período (2007-2011)
Contando con el apoyo del entonces gobernador Jorge Busti, Urribarri se presentó en las elecciones de 2007 como candidato a gobernador por el Frente Justicialista para la Victoria. La fórmula que integró consiguió el 47,09% de los votos, dejando muy por detrás a Gustavo Cusinato (UCR) que obtuvo el 19,98% y a Julio Solanas que consiguió el 18,39%.
Durante su gestión, Entre Ríos ha logrado posicionarse como una de las provincias de mayor crecimiento en el país y en la Región Centro, alcanzando un PBG per cápita similar al de Córdoba y Santa Fe: de US$ 8.377. El PBG ha crecido 34% en los últimos 5 años de ese período. La agroindustria en un 77%, la industria un 119%, y la producción primaria un 206%. Durante su gestión llamo a  reforma constitucional en Entre Ríos, convocando a elecciones para la convención constituyente de 2008, que había Sido una promesa de campaña, para modificar y actualizar la constitución de 1933. La convención tuvo lugar en Concepción del Uruguay, ciudad conocida como La Histórica por haber sido la primera capital provincial y epicentro de avances a favor de la autonomía y el federalismo. En 2008 participaron 45 convencionales entre las normas más importantes fue la de mayor autonomía para los departamentos y se instituyó el fin de la reelección indefinida para la gobernación –que era posible mandato de por medio- y se sancionó una única posibilidad, ya sea consecutiva o no.
Durante sus mandatos se construyeron más de 100 escuelas nuevas, muchas de ellas técnicas; 40 000 nuevas becas en toda la provincia, en 2003 solo 11 000 niños podían acceder; más de mil escuelas cuentan con TDA y otras ciento con acceso a Internet. Ha sido declarada técnicamente libre de analfabetismo. En 4 años se ha logrado disminuir el analfabetismo de 2.7 a 1.8 por ciento, más que la media nacional, acompañados por la creación de nuevos centros provinciales de alfabetización -en el 2003 no existían-, hoy hay más de 90 distribuidos por todo el territorio entrerrianos.
Entre Ríos registra el índice de mortalidad infantil más bajo de su historia ubicándose en el 10.1 por mil, con una reducción de 3,4 puntos entre 2008 (13,5 por mil) y por debajo de la media nacional (11,7).
En materia de infraestructura se incrementó la red provincial pavimentada en un 70% (más de 700 km de rutas repavimentadas y más de 250 km de rutas nuevas) y la red nacional en un 80%. Sumado a ello se encuentran las obras de la red de riego en el norte entrerriano, y de extensión del gas productivo en la zona agroindustrial de Paraná y Diamante.[cita requerida]
Desde el 2008 como gobernador, ha participado de misiones comerciales a Paraguay, Brasil, Bolivia, Venezuela, España y al Magreb, que incluyó visitas a Argelia, Túnez, Egipto y Libia. En esta última oportunidad acompañó a la presidenta de la Nación, Cristina Fernández de Kirchner donde mantuvo entrevistas comerciles con empresarios de Guatemala, Costa Rica, Perú, Bolivia, Brasil, Paraguay, Ecuador, Panamá, Colombia y Australia.

#### Segundo período (2011-2015)
El 23 de octubre de 2011 es reelecto al frente del Poder Ejecutivo de la Provincia de Entre Ríos con el 55,93% de los votos lo que significó obtener el apoyo de 358.184 entrerrianos, récord absoluto en la historia política de la provincia.
En 2012, Entre Ríos fue la provincia que más creció en exportaciones en el país: 42,6%. Se ha transformado en la principal productora avícola  (44,6% del total de la faena del país) y de cítricos dulces del país (60% de naranjas y el 62,85% de mandarinas del total nacional). Es la segunda productora nacional de arroz (37% del total del país), del sector apícola (el 17% del total del país) y de medicamentos con 13 laboratorios farmacéuticos. La tercera productora nacional en el sector ganadero y foresto industrial, y el cuarto a nivel oleaginosa, tambos- lácteos y porcinos.
El desempleo en provincial al final del gobierno de Urribari fue de 7,1%. La pobreza y la indigencia en la provincia se han reducido significativamente. En el primer semestre de 2003 un 46,4 % de los hogares entrerrianos era pobre, en el primer semestre de 2012 se ha reducido al 4,2%, ocurriendo lo mismo con la indigencia (20,8%/2003 1,2%/2012). Lo mismo ha ocurrido con la tasa de trabajo infantil, que se ha reducido el 66% en los últimos ocho años.
Entre Ríos es la provincia del país donde más se extendió el servicio de gas natural en el país y la cantidad de familias beneficiadas aumentó en un 149%. Se traduce en que el 78% de la población urbana entrerriana puede acceder al servicio de gas natural, al tener la red frente a su domicilio, y un 57% se ha conectado. Entre el 2003/2012 los hogares con gas crecieron un 255%. Lo mismo ocurre con los servicios de agua potable y cloacas, el 90% de los entrerrianos tienen acceso al agua potable en red y un 70% de la población posee cloacas. También se destacan la construcción de 134 escuelas y 1700 kilómetros de rutas nuevas con una inversión, junto al gobierno nacional, de más de 14.000 millones de pesos.
En marzo de 2014 se lanzó como precandidato a presidente por el Frente para la Victoria pero finalmente baja su candidatura antes de las elecciones primarias a pedido a la presidenta Cristina Kirchner.

#### Gabinete de Gobierno
| Ministerios del Gobierno de Sergio Urribari  | Ministerios del Gobierno de Sergio Urribari | Ministerios del Gobierno de Sergio Urribari                                 |
| Cartera                                      | Titular                                     | Período                                                                     |
| -------------------------------------------- | ------------------------------------------- | --------------------------------------------------------------------------- |
| Ministerio de Gobierno                       | Adán Bahl                                   | diciembre de 2007 - diciembre de 2015                                       |
| Ministerio de Economía                       | Diego Valiero                               | diciembre de 2007 - diciembre de 2015                                       |
| Ministerio de Educación                      | José Eduardo Lauritto                       | diciembre de 2011 - diciembre de 2015                                       |
| Ministerio de Salud                          | Hugo Cettour Angel Giano                    | diciembre de 2011 - diciembre de 2015 diciembre de 2007 - diciembre de 2011 |
| Ministerio de Desarrollo Social              | Carlos Ramos                                | diciembre de 2011 - diciembre de 2015                                       |
| Ministerio de Planeamiento e Infraestructura | Juan Javier García                          | diciembre de 2011 - diciembre de 2015                                       |
| Ministerio de Trabajo y Seguridad Social     | Guillermo Smaldone                          | diciembre de 2011 - diciembre de 2015                                       |
| Ministerio de la Producción                  | Roberto Schunk                              | diciembre de 2007 - diciembre de 2015                                       |
| Ministerio de Cultura y Comunicación Pública | Pedro Báez                                  | diciembre de 2011 - diciembre de 2015                                       |
| Ministerio de Turismo                        | Hugo Marsó                                  | diciembre de 2011 - diciembre de 2015                                       |
| Secretario de Energía                        | Raúl Arroyo                                 | diciembre de 2007 - diciembre de 2015                                       |
| Agencia de Recaudación                       | Marcelo Casaretto                           | diciembre de 2011 - diciembre de 2015                                       |
| Dirección de Vialidad                        | Jorge Rodríguez                             | diciembre de 2007 - diciembre de 2015                                       |
| Unidad Ejecutora Provincial                  | Faustino Schiavoni                          | diciembre de 2011 - diciembre de 2015                                       |
| Agencia de Ciencia, Tecnología e Innovación  | Luisina Pocay                               | diciembre de 2011 - diciembre de 2015                                       |
| Consejo General de Educación                 | Graciela Bar                                | diciembre de 2007 - diciembre de 2015                                       |
| IAPV                                         | Oscar Marelli                               | diciembre de 2011 - diciembre de 2015                                       |

## Distinciones y hechos destacados
En octubre de 2010 fue distinguido como Líder para del Desarrollo, premio de interés parlamentario otorgado a personalidades de América Latina destacadas por sus acciones en pos del desarrollo.
En noviembre de 2011 fue distinguido por la Comisión Permanente de la Batalla de la Vuelta de Obligado, por su colaboración permanente con la entidad y por cooperar con la revisión histórica nacional. Recibió un prendedor que simboliza la orden de las cadenas de Obligado y un diploma, en la emblemática Manzana de las Luces, en Capital Federal.

## Controversias y denuncias
En 2022, fue condenado a 8 años por peculado y negociaciones incompatibles con la función pública.Actualmente se encuentra detenido en la Unidad Penal N° 1 de Paraná, luego de ser encontrado culpable de diversos cargos de corrupción e inhabilitado perpetua.Al considerar en primera instancia que esas contrataciones que hizo el Gobierno entrerriano tenían como objetivo velado promocionar la precandidatura de Urribarri. La condena fue apelada ante la Corte Suprema de Justicia, quién debera dejarla firme.

## Prisión
El 19 de noviembre de 2024, fue detenido y trasladado a la Unidad Penal Nº 1 de Paraná.